# João Alfredo Lobo Antunes
João Alfredo de Figueiredo Lobo Antunes (Lisboa, 28 de fevereiro de 1915 — Lisboa, 10 de junho de 2004) foi um médico português.

## Biografia
Filho de António Lobo Antunes (13 de Junho de 1880 - Lisboa, 8 de Janeiro de 1960), capitão de cavalaria, que esteve na Revolução Monárquica de Monsanto, neto paterno do 1.º Visconde de Nazaré, e de sua mulher Eva Futscher de Figueiredo (7 de Janeiro de 1895 — 17 de Maio de 1977), frequentou o Liceu Camões, em Lisboa.
Licenciou-se em medicina na Faculdade de Medicina da Universidade de Lisboa em 1941, iniciando a sua actividade no Hospital de Santa Marta, sob a direcção de António Egas Moniz. Chefiou o Laboratório da Clínica Neurológica do mesmo hospital, entre 1943 e 1946, ano em que se mudou para o Hospital Miguel Bombarda, como neuropatologista. Em 1950 tornou-se assistente da Faculdade de Medicina de Lisboa, obtendo em 1952 uma bolsa do Instituto de Alta Cultura que lhe permite estagiar em Neustadt, Antuérpia e em Londres. Obtém o doutoramento em 1965, com uma tese intitulada Quadros histológicos e classificação dos tumores do parênquima nervoso. Ascendeu a professor catedrático em 1978, sucedendo a Almeida Lima na cátedra de neurologia, após a escusa de Miller Guerra. Viria a jubilar-se em 1985. Foi ainda tesoureiro da Comissão de Admissão de Sócios da Sociedade Portuguesa de Neurologia e Psiquiatria, de 1962 a 1964, e vice-secretário da Sociedade Luso-Espanhola de Neurocirurgia, de 1963 a 1965. Recebeu o Prémio Manuel Bento de Sousa, em 1947, e o Prémio Pfizer, em 1960, ambos atribuídos pela Sociedade das Ciências Médicas de Lisboa. Do seu casamento com Maria Margarida Machado de Almeida Lima teve seis filhos, António, João, Pedro, Miguel, Nuno e Manuel Lobo Antunes. Uma das netas, Paula Lobo Antunes, é atriz.